# Cosminele
Cosminele là một xã thuộc hạt Prahova, România. Dân số thời điểm năm 2002 là 1266 người.